# Кременёвка (Донецкая область)
Кременёвка (укр. Кременівка) — село в Кальчикской сельской общине Мариупольского района Донецкой области Украины.

## История
Чердаклы — историческое название села Кременёвка. Основано летом 1780 года греками-переселенцами из крымских сёл Каракуба (131 мужчина и 113 женщин), Чердаклы (75 мужчин и 79 женщин) и Бай-Су (51 мужчина и 56 женщин).
В ходе Великой Отечественной войны в 1941 - 1943 гг. село было оккупировано немецкими войсками.
В 1945 г. Указом Президиума ВС УССР село Чердаклы переименовано в Кременёвку
В 1987 году здесь был построен сельский клуб со зрительным залом на 300 мест.
После российского вторжения на Украину село оккупировано Россией.

## Население
- 1859 — 1 002 чел.
- 1897 — 2 072 чел. (перепись), православных — 2 054 (99,1 %)
- 1908 — 2 322 чел.
- 2001 — 1 207 чел. (перепись)

В 2001 году родным языком назвали:
- русский язык — 1 024 чел. (84,84 %)
- греческий язык — 86 чел. (7,13 %)
- украинский язык — 81 чел. (6,71 %)
- венгерский язык — 1 чел. (0,08 %)

## Адрес местного совета
87030, Донецкая область, Никольский р-н, с. Касьяновка, ул. Гагарина, 15а, 2-54-31